# Finał Pucharu Polski w piłce nożnej 1988
Finał Pucharu Polski w piłce nożnej 1988 – mecz piłkarski kończący rozgrywki Pucharu Polski 1987/1988 oraz mający na celu wyłonienie triumfatora tych rozgrywek, który został rozegrany 23 czerwca 1988 roku na Stadionie Wojska Polskiego w Łodzi, pomiędzy Lechem Poznań a Legią Warszawa. Trofeum po raz 3. wywalczył Lech Poznań, który uzyskał tym samym prawo gry w Pucharze Zdobywców Pucharów 1988/1989.

## Droga do finału
| Lech Poznań | Lech Poznań                  | Lech Poznań | Runda        | Legia Warszawa | Legia Warszawa            | Legia Warszawa |
| Data        | Przeciwnik                   | Wynik       | Runda        | Data           | Przeciwnik                | Wynik          |
| ----------- | ---------------------------- | ----------- | ------------ | -------------- | ------------------------- | -------------- |
| 06.10.1987  | Jeziorak Iława               | 2:0         | 1/16 finału  | 06.10.1987     | Granat Skarżysko-Kamienna | 5:1            |
| 18.11.1987  | Ostrovia Ostrów Wielkopolski | 3:0         | 1/8 finału   | 18.11.1987     | Widzew Łódź               | 3:1            |
| 05.03.1988  | Pogoń Szczecin               | 1:0         | Ćwierćłfinał | 05.03.1988     | Pogoń Siedlce             | 3:0            |
| 06.04.1988  | Pogoń Szczecin               | 1:0         | Ćwierćłfinał | 06.04.1988     | Pogoń Siedlce             | 3:1            |
| 13.04.1988  | Górnik Wałbrzych             | 2:1         | Półfinał     | 13.04.1988     | Górnik Zabrze             | 1:0            |
| 04.05.1988  | Górnik Wałbrzych             | 3:0         | Półfinał     | 04.05.1988     | Górnik Zabrze             | 2:2            |

## Tło
W finale rozgrywek zmierzyły się ze sobą Lech Poznań oraz Legia Warszawa. Przed meczem drużyna Wojskowych była już pewna udziału w europejskich rozgrywkach z racji zajęcia 3. miejsca w sezonie 1987/1988, natomiast drużyna Kolejorza zakończyła rozgrywki ligowe na 9. miejscu, triumf w tym meczu był dla niej ostatnią szansą na udział w tej rangi rozgrywek. Faworytem meczu była drużyna Wojskowych, która w tym meczu musiała zagrać bez kilku kontuzjowanych zawodników.

## Mecz

### Przebieg meczu
Mecz odbył się 23 czerwca 1988 roku o godz. 17:00 na Stadionie Widzewa Łódź w Łodzi. Sędzią głównym spotkania był Piotr Werner. Już w 4. minucie kontuzji doznał obrońca drużyny Wojskowych, Paweł Janas i musiał zakończył udział w tym meczu (był to jego ostatni mecz w karierze piłkarskiej) i zastąpił go 20-letni wówczas Marek Jóźwiak. Oba kluby grały bardzo ciekawy mecz i tworzyły kilka okazji do zdobycia gola. W 49. minucie znajdujący się na 20. metrze zawodnik drużyny Kolejorza Jarosław Araszkiewicz (w latach 1985–1987 reprezentował barwy drużyny Wojskowych w ramach obowiązkowej służby wojskowej, który swoim charakterystycznym strzałem pokonał bramkarza drużyny przeciwnej, Zbigniewa Robakiewicza. Jednak w 64. minucie do wyrównania doprowadził Krzysztof Iwanicki. Zarówno czas regulaminowy, jak i dogrywka nie przyniosły rozstrzygnięcia, w związku z czym konieczne było rozegranie serii rzutów karnych, w których drużyna Kolejorza wygrała 3:2, tym samym triumfując w rozgrywkach.

### Szczegóły meczu
| 23 czerwca 1988 17:00                                          | Lech Poznań · Araszkiewicz 49' | 1:1 k. 3:20:0Raport                              | Legia Warszawa · 64' Iwanicki | Stadion Widzewa Łódź, Łódź Widzów: 10 000 Sędzia: Piotr Werner (Katowice) |
|                                                                |                                |                                                  |                               |                                                                           |
|                                                                |                                | Rzuty karne                                      |                               |                                                                           |
| Kruszczyński · Pachelski · Jakołcewicz · Słowakiewicz · Rzepka |                                | Kubicki · Dziekanowski · Łatka · Pisz · Iwanicki |                               |                                                                           |

| Lech Poznań:           |  |                       |              |     |
|                        |  |                       |              |     |
| BR                     |  | Ryszard Jankowski     |              |     |
| OB                     |  | Marek Rzepka          |              |     |
| OB                     |  | Piotr Skrobowski      |              |     |
| OB                     |  | Damian Łukasik        |              |     |
| OB                     |  | Dariusz Kofnyt        |              | 50' |
| PO                     |  | Ryszard Rybak         |              | 94' |
| PO                     |  | Piotr Romke           | Żółta kartka |     |
| PO                     |  | Czesław Jakołcewicz   |              |     |
| PO                     |  | Jarosław Araszkiewicz |              |     |
| NA                     |  | Bogusław Pachelski    |              |     |
| NA                     |  | Jerzy Kruszczyński    | Żółta kartka |     |
| Zmiany:                |  |                       |              |     |
| OB                     |  | Andrzej Słowakiewicz  |              | 50' |
| PO                     |  | Dariusz Skrzypczak    |              | 94' |
| Trener:                |  |                       |              |     |
| Grzegorz Szerszenowicz |  |                       |              |     |

| Legia Warszawa:  |  |                      |              |     |
|                  |  |                      |              |     |
| BR               |  | Zbigniew Robakiewicz |              |     |
| OB               |  | Dariusz Kubicki      |              |     |
| OB               |  | Paweł Janas          |              | 4'  |
| OB               |  | Arkadiusz Gmur       | Żółta kartka |     |
| OB               |  | Tomasz Arceusz       |              | 91' |
| PO               |  | Zbigniew Kaczmarek   |              |     |
| PO               |  | Leszek Pisz          | Żółta kartka |     |
| PO               |  | Krzysztof Iwanicki   |              |     |
| PO               |  | Grzegorz Szeliga     |              |     |
| NA               |  | Andrzej Łatka        |              |     |
| NA               |  | Dariusz Dziekanowski | Żółta kartka |     |
| Zmiany:          |  |                      |              |     |
| OB               |  | Marek Jóźwiak        |              | 4'  |
| PO               |  | Wojciech Jagoda      |              | 91' |
| Trener:          |  |                      |              |     |
| Andrzej Strejlau |  |                      |              |     |

| Puchar Polski w piłce nożnej 1987/1988 Zwycięzcy |
| ------------------------------------------------ |
| Lech Poznań 3. Tytuł                             |